# Battaglia di Saint Mary's Church
La battaglia di Saint Mary's Church (detta anche battaglia di Samaria Church o di Nance's Shop) è stato un episodio della Campagna Terrestre del generale nordista Ulysses S. Grant contro l'Armata Confederata della Virginia Settentrionale di Robert E. Lee.

## La battaglia
Dopo l'infruttuoso raid contro la ferrovia centrale della Virginia a Trevilian Station la cavalleria dell'Armata del Potomac del maggiore generale Philip Sheridan, dopo essersi fermata a saccheggiare un deposito abbandonato nei pressi di White House, proseguì verso il fiume James. 
Il 24 giugno il maggiore Wade Hampton attaccò la colonna del brigadiere generale David McMurtrie Gregg a St. Mary's Church.
Nonostante l'inferiorità numerica i nordisti riuscirono a respingere l'assalto nemico